# Фторид меди(II)
Фторид меди(II) — неорганическое бинарное химическое соединение. Химическая формула CuF2.

## Физические свойства
Безводный фторид меди это белые гигроскопические кристаллы кубической сингонии, пространственная группа Fm3m, a = 0,5417 нм, Z=4, структура типа CaF2.
Образует кристаллогидрат CuF2·2H2O — светло-голубые кристаллы, при нагревании плавится в собственной воде.

## Получение
Фторид меди(II) можно получить обменной реакцией оксида меди(II) и фтороводорода:
{\displaystyle {\mathsf {CuO+2HF\ {\xrightarrow {400^{o}C}}\ CuF_{2}+H_{2}O}}}
Фторид меди(I) при нагревании диспропорционирует:
{\displaystyle {\mathsf {2CuF\xrightarrow {^{o}t} \ CuF_{2}+Cu}}}
Фторид меди(II) можно получить путем сгорания меди во фторе:
{\displaystyle {\mathsf {Cu+F_{2}\xrightarrow {} \ CuF_{2}}}}
При температуре в 400 °C фтор вытесняет из хлорида меди(II) хлор:
{\displaystyle {\mathsf {CuCl_{2}+F_{2}{\xrightarrow {400^{o}C}}CuF_{2}+Cl_{2}}}}
При температуре в 375 °C фторид азота(III) с медью реагирует с образованием тетрафторгидразина и фторида меди(II):
{\displaystyle {\mathsf {2NF_{3}+Cu{\xrightarrow {375^{o}C}}N_{2}F_{4}+CuF_{2}}}}

## Химические свойства
Восстанавливается до меди водородом:
{\displaystyle {\mathsf {CuF_{2}+H_{2}{\xrightarrow {}}\ Cu+2HF}}}
Разлагается парами воды.
{\displaystyle {\mathsf {CuF_{2}+H_{2}O{\xrightarrow {100^{o}C}}\ CuO+2HF\uparrow }}}
Взаимодействует с щелочами:
{\displaystyle {\mathsf {CuF_{2}+2NaOH{\xrightarrow {}}\ Cu(OH)_{2}+2NaF}}}
Соединение теряет фтор будучи расплавленным в температурах выше 950 °C:
{\displaystyle {\mathsf {2CuF_{2}{\xrightarrow {950^{o}C}}\ 2CuF+F_{2}\uparrow }}}
В растворах, содержащих фторид-ион F−, образует комплексные анионы, например, CuF3−, CuF42− и CuF64−:
{\displaystyle {\mathsf {CuF_{2}+NaF\xrightarrow {H_{2}O} \ Na[CuF_{3}]}}}

## Применение

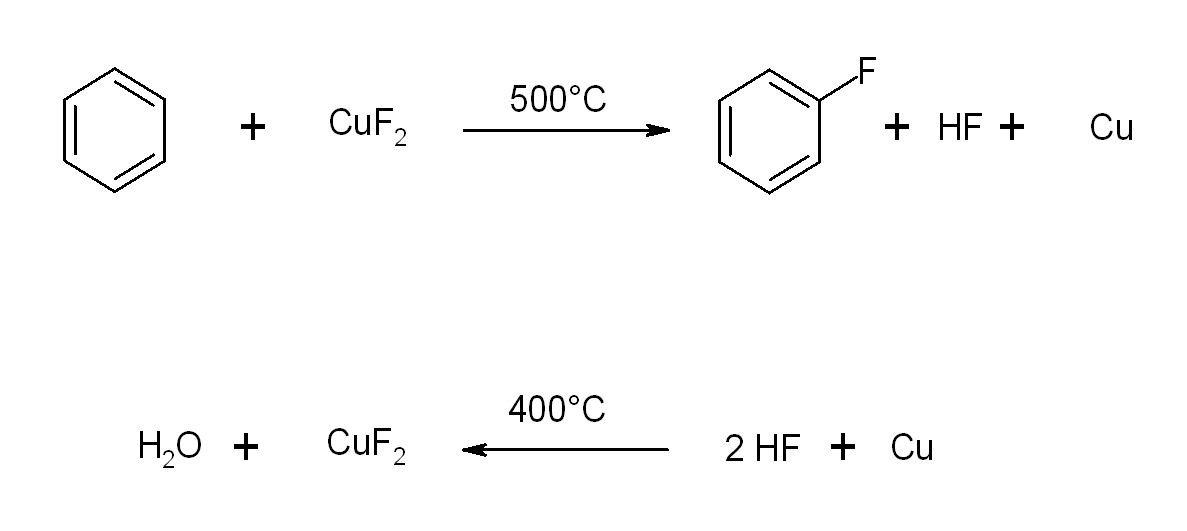
Применение фторида меди(II)

Было выяснено, что ароматические углеводороды реагируют со фторидом меди(II) в кислородсодержащей атмосфере при температурах выше 450 °C, образуя фторированные ароматические углеводороды.
Данная реакция, показанная на рисунке слева, является более простой, чем реакция Зандмейера, но применима только для соединений, которые являются достаточно стабильными при высоких температурах.
Применяется в качестве инсектицида и в производстве керамики.